# Montague (Nueva York)
Montague es un pueblo ubicado en el condado de Lewis en el estado estadounidense de Nueva York. En el año 2000 tenía una población de 108 habitantes y una densidad poblacional de 0.6 personas por km².

## Geografía
Montague se encuentra ubicado en las coordenadas 43°43′58″N 75°42′47″O / 43.73278, -75.71306.

## Demografía
Según la Oficina del Censo en 2000 los ingresos medios por hogar en la localidad eran de $ 34,688 y los ingresos medios por familia eran $36,250. Los hombres tenían unos ingresos medios de $28,750 frente a los $23,929 para las mujeres. La renta per cápita para la localidad era de $19,000. Alrededor del 14.9% de la población estaban por debajo del umbral de pobreza.